# アリスの照星
『アリスの照星』（Front Sight of Alice、-ふろんとさいと）は作画長谷川光司、原作柿沼秀樹の漫画作品。「コミック・ガム」で2006年3月号から2008年2月号まで連載、単行本はガムコミックスプラスより全4巻。

## 概要
民間軍事会社<シールド>に所属する主人公"天羽ヨーコ(ALICE11)"は女子高生でありながら命がけの職務についている。

## 登場人物

### <シールド>所属
天羽ヨーコ(あもう-)、コードネームALICE11
16歳、女性、<シールド>エージェント・B級ライセンスを所持、つまりほとんど下っ端である。主な担当は狙撃だが前線に出ることも少なくない。それゆえ生傷が絶えず、同級生からは怪しい目で見られている。ちなみに友人には自身の仕事の内容は明かしていない。<シールド>入隊の動機こそ母親を殺した"グスタフ"に対する復讐だが、自分なりの正義感を持って任務についている。
リョウコ、ALICE
女性、故人。"ヨーコ"の母親。<シールド>エージェントとして活躍していたが<ガジェット>の"グスタフ"の手によって死亡。
DOROTHY→OZ
11歳、女性、S級。<ガジェット>所属の"ダスター"のリーダー格でありながら、今では<シールド>に所属を移す。その際にコードネームも変更した。
"ヨーコ"と直接銃撃戦を経験したが、今では二人一組で活躍する。"ヨーコ"と生活を共にするうちに子供らしい一面も見せ始めた。
モーガン南原(Morgan-なんばら)、EAGLE
男性、S級。現役のエージェントだが指揮官としての活躍のほうが多い。
猪又勝三(いのまた-かつぞう)、Big Deer
男性、S級。狙撃のスペシャリストであり指導教官でもある。
特に"ヨーコ"に対しては母親の指導もしていたので思い入れが強い。
ジョージ・マックスウェル(Goerge Maxwell)、VIPER
男性、A級。運び屋、つまり運転手として活躍する。
桑田真乃真(くわた しんのしん)、RAT
男性、西欧本部情報部所属。登場時は非情な言動が目立ったが、実際の行動はヨーコやドロシーの身を案じたものが多い。

### <ガジェット>所属
グスタフ・マコーニル(Gustav Macornil)、Pied piper
男性、S級。子供を盾にして"リョウコ"を殺害した過去を持つ。今でも"ダスター"という子供だけの部隊を独自に編成し、その凶悪性は増すばかりである。

### <EVE>
EVE
女性。元は<ガジェット>に所属していたが逃走、今では<シールド><ガジェット>双方と敵対する。自身をリーダーとして組織<EVE>を編成する。
SIDE WINDER
本名マックス・ハーミティ、トッド・ハーミティ。男性。双子の快楽殺人者で、二人が入れ替わることで目標や敵対者をかく乱していた。
MOLE
本名ペトロ・ミコヤンビッチ。男性。道化師の扮装をした爆弾魔。自己顕示欲が強く、目標を爆破する前に街中でプレゼントを配ったりしていた。
RIPPER
本名ジョセフ・Ｅ・タカスギ。男性。日本刀と催眠術を武器とする。便宜状本名としたジョセフは物語開始より三年も前に死亡しており、劇中に登場するのはその名を騙る別人。
物語終盤でヨーコも彼の技術を習得し、一人でグスタフ配下の傭兵たちを次々と倒していた。
LOGIC
本名不明。男性。怪力の大男。<シールド>の本部への潜入に成功し壊滅的な打撃を与えた。

### 天羽ヨーコの友人(同級生)
麻鳥メイク
女性、趣味は芸能人の追っかけ。語尾に「さ」をつける。
横峰アイ
女性、ヨーコとメグに比べて胸が控えめなのを気にしている。

## サブタイトル
1巻
MISSION 01:　ライセンス
MISSION 02:　ロング・レンジ
MISSION 03:　シンデレラ
MISSION 04:　トラップ
MISSION 05:　ナイトゲーム
MISSION 06:　スクープ
2巻
MISSION 07:　ミスショット(前編)
MISSION 08:　ミスショット(後編)
MISSION 09:　ロシアン・カウボーイ
MISSION 10:　サイレントシュート
MISSION 11:　イブ(前編)
MISSION 12:　イブ(後編)
SPECIAL MISSION:　アリスと武器商人
3巻
MISSION 13:　トーキョーボマー(前編)
MISSION 14:　トーキョーボマー(後編)
MISSION 15:　ザ・リッパー(前編)
MISSION 16:　ザ・リッパー(後編)
MISSION 17:　モンスター(前編)
MISSION 18:　モンスター(後編)
SPECIAL MISSION:　ドロシーの0.00208333…日
4巻
MISSION 19:　ガントレッド
MISSION 20:　ブレイカウェイ
MISSION 21:　ゲット・ロスト
MISSION 22:　カオス
MISSION 23:　デッド・オア・デッド
MISSION 24:　ラストシュート